# Parafia św. Stanisława w Łęgowie
Parafia św. Stanisława w Łęgowie – parafia rzymskokatolicka, terytorialnie i administracyjnie należąca do diecezji zielonogórsko-gorzowskiej, do dekanatu Sulechów, erygowana 11 października 1957. W parafii posługują księża diecezjalni. 